# Esparreguera
|  | Aquest article tracta sobre la població. Si cerqueu la planta, vegeu «espàrrec». |

Esparreguera és una vila i municipi a la comarca natural del Montserratí, actualment integrada a la comarca del Baix Llobregat. Pertany al partit judicial de Martorell, a l'àmbit funcional metropolità de Barcelona i la seva parròquia s'emmarca dins el bisbat de Sant Feliu de Llobregat.
La vila és a 187 m sobre el nivell del mar; el seu punt més alt és el Turó de la Socarrada, a 518,6 m d'altitud. El seu terme municipal té una superfície de 27,47 km².
Al municipi hi podem trobar el segon campanar més alt de Catalunya de l'època renaixentista, situat a l'església de Santa Eulàlia.

## Toponímia i escut de la vila
Pel que fa a l'escut de la vila, aprovat el 30 de maig de 1996, és un escut caironat, d'or, amb una esparreguera arrencada de color verd (sinople) amb cinc espàrrecs ressaltant sobre el tot una creu abscissa de Santa Eulàlia d'argent. Per timbre porta una corona mural de vila. La mata d'esparreguera fa al·lusió al nom de la vila i la creu de Santa Eulàlia al·ludeix a la seva patrona.

## Història

### Prehistòria i edat antiga
El territori que actualment ocupa el terme d'Esparreguera presenta indicis que havia estat habitat per homes i dones prehistòrics. En concret destaquen les troballes prehistòriques a la cova de Can Paloma. Entre aquestes troballes hi ha ceràmica llisa i decorada, punxons, fragments de sílex, una destral de pedra i restes humanes.
D'altra banda, també romanen restes d'una antiga via romana a sota de les Costes de la Gorgonçana, en concret, d'un cap de pont i d'una paret situada al seu costat. A més, aigües amunt del riu Llobregat i a la seva vora dreta, a l'alçada del Cairat, hi ha vestigis d'una construcció datada de l'època medieval. Altres restes a destacar són les tombes en tègula situades a prop del Canyet, sobre el marge dret del riu.
A l'hora de preguntar-nos quin és l'origen de la vila, existeix una història popular que explica que entre l'antic camí de Martorell a Manresa, hi havia un hostal amb una gran esparreguera situada a la seva porta, sorgint d'aquí el nom de la vila d'Esparreguera.

### Edat mitjana
Tot i així, el document més antic conegut on es pot trobar el nom de la vila, data de l'any 985 i és el del testament de Guillem d'Esparreguera. Data que es considera la fundació de la població (l'any 1985 es va celebrar el mil·lenari de la vila).
El marc de la història se centra quan el comte Borrell II va haver d'abandonar Barcelona davant l'atac de les tropes sarraïnes comandades pel general Al Mansur Bi-Llah i es refugià a les muntanyes de Manresa. El comte va fer una crida als homes d'armes de la zona, entre els quals hi anà Guillem d'Esparreguera, de l'estirp dels Gurb-Queralt. El comte Borrell va recobrar les terres fins als voltants de Lleida i va repartir la terra entre els diferents nobles. El castell d'Esparreguera per la seva situació en el turó del Puig, servia per vigilar les incursions dels sarraïns de la banda del Penedès. Aquest castell deuria ser aixecat, igual que el de les Espases, a partir del 878, ja que la seva situació visual té sentit en temps de frontera, quan aquest territori era la marca extrema del comtat de Barcelona, al límit mateix amb el d'Osona, en mans el comte Guifré. Aquestes dades ens indiquen que abans del 985 ja hi havia població al terme municipal d'Esparreguera.
Un altre document que esmenta el terme d'Esparreguera data el 1027, on Guillem de Castellvell feu donació d'una vinya que posseïa en el comtat de Barcelona, al terme d'Esparreguera, al cenobi de Santa Maria de Montserrat.
Els escrits ens parlen d'una sagnant batalla l'any 1114 entre els sarraïns i les tropes de Ramon Berenguer III a la zona de Martorell i als voltants de Sant Salvador de les Espases. D'aquesta època es conserven edificis força interessants com la capella de Santa Maria del Puig, l'ermita de Sant Salvador de les Espases i Santa Margarida del Cairat. El nucli original de la població s'establia a Santa Maria del Puig.
Des de l'any 1225 fins al 1264 hi ha documentació de nombroses donacions de diversos terrenys i masos de la vila al monestir de Montserrat, per la qual cosa es pot constatar la gran influència d'aquest sobre la vila d'Esparreguera.
Dels segles xi al xiv la població fou molt reduïda, al segle xiv estava composta per 15 o 16 cases, entre elles Ca n'Estruch del Cairat, Can Paloma, Can Tobella (el 1225 Berenguer de Cardona la donà al Monestir), el Castell del Mas i Can Vinyals i era una contrada pobra, prova d'això són les nombroses vendes que es van produir al llarg dels anys del Castell d'Esparreguera, degut a l'escassa riquesa que aquest generava.
Durant el senyoriu de Pere Sacosta s'edificà el poble al pla, aixecant-se petites cases. L'any 1316 es va sol·licitar la construcció d'una capella dedicada a Santa Eulàlia (patrona de la població).

### Edat moderna
L'any 1587 es començà a construir l'actual església, una de les més reeixides del Renaixement català, que fou enllestida junt amb el campanar (de més de 60 metres d'alçària) després de l'any 1636.
Una figura local de l'època fou el dominicà missioner a les Illes Filipines, en Beat Domènech Castellet, el qual fou pres i mort a la foguera a la localitat de Nagasaki el 1628.
L'any 1652 la vila patí l'epidèmia de Pesta Negra com a conseqüència dels anys de guerra viscuts amb anterioritat, durà un mes i hagué uns 100 morts.
Durant la guerra de Successió Espanyola, Antoni Desvalls i de Vergós va presentar batalla als borbònics el 7 de maig de 1713 en el Combat de Mura, derrotant la columna de Diego Gonzalez, després de fer una incursió sobre Manresa en la que va derrotar el regiment borbònic napolità de Félix de la Escalera, dirigint-se posteriorment a Terrassa, sent atacat el dia 9 a Esparreguera per un destacament sortit de Martorell.
El 9 de maig de 1714, cinc-cents soldats borbònics provinents de Martorell atacaren Esparreguera, on el coronel Ermengol Amill hi reclutava voluntaris. Alertat, Amill es va reunir amb les tropes del marquès del Poal, que venien de Manresa, i junts van emboscar l'enemic a la riba del Llobregat.
L'atac es va produir quan la cavalleria borbònica, que no transitava prou alertada, va penetrar en un terreny angost. La cavalleria filipista no va poder unir-se i va haver de fugir en retirada patint seixanta-sis baixes. Les dues companyies borbòniques d'origen való que tancaven la incursió van haver d'amagar-se al mas Magarola, propietat d'una nissaga oriünda d'Esparreguera alguns membres de la qual havien format part de la classe dirigent barcelonina. Aquella mateixa nit, els paisans van incendiar les portes del mas Magarola i van forçar els borbònics a rendir-se, causant disset morts i cinquanta-nou presoners més. L'endemà 10 de maig, el mariscal borbònic José Carrillo de Albornoz, comte de Montemar, es dirigí a Esparreguera amb dos mil efectius per mirar de socórrer els captius. En represàlia, Montemar va ordenar el saqueig de la vila durant dues hores i feu cremar les cases del batlle. A partir d'aquest fet històric, dos indrets del terme han heretat en la seva toponímia aquesta influència, com són la Costa dels Alemanys (per les tropes alemanyes de Darmstadt que van romandre per la vila) i l'Olana ("terra dels ulans").

### Edat contemporània
D'altra banda, està documentat el paper important de la intervenció activa d'Esparreguera en la Guerra de la Independència, on durant aquesta, uns 8.000 francesos van sortir de Barcelona el dia 13 de juny de 1808 i, al seu pas per Martorell i Esparreguera, aquestes tropes les varen saquejar. Des del 21 de desembre de 1808 (quan Chabran envaeix Martorell) i el 20 de gener del 1809 (quan es retira l'enemic de la comarca), Esparreguera es va trobar envaïda pels francesos i molts dels vilatans van abandonar les seves cases i van buscar refugi a les muntanyes del voltant per no ser insultats, robats o assassinats. Com Esparreguera estava en el curs de la carretera de Madrid era habitual (més de 30 cops) que fos saquejada pels francesos, ja que era un pas obligatori.
Un altre aspecte històric i social de gran rellevància per Esparreguera va ser la fundació de la Colònia Sedó l'any 1846,va arribar a ser una de les colònies tèxtils més importants de Catalunya. La seva importància va radicar en la importància de la seva producció i en conseqüència la gran quantitat de treballadors i treballadores que treballaven i vivien al costat de la mateixa fàbrica. Va tancar les portes l'any 1981 i una part de l'espai que ocupava va ser transformat en Museu de la Colònia Sedó, integrat al Museu de la Ciència i la Tècnica de Catalunya. Després d'un procés de generació avui en dia la fàbrica està ocupada per diferents empreses.
La Colònia Sedó va ser possible gràcies a un dels principals recursos de la vila, que ha estat l'aigua, que va afavorir a tenir el primer sistema de distribució d'aigua (1860) i tenir una gran quantitat de fonts naturals repartides pel terme municipal.

### Segle XX
El moviment catalanista de principis de segle xx també va tenir ressò a la vila, es va crear l'entitat de La Coronela (1900), antecedent de l'Ateneu, el qual es consolidà al marc del Cafè del Racó, situat a la Plaça de l'Ajuntament. En aquesta època el carrer Cavallers era l'entrada al poble, el carrer dels Arbres era conegut com el Camp del Colom i en ell, molts propietaris rics de cases de pagès hi varen tenir una casa, ja que era considerat un carrer de nivell social elevat. Durant aquest segle, l'estructura gremial va començar a patir un procés de decadència lent, però irreversible. Dins aquesta estructura econòmica, al carrer Gran se situaven un gran nombre d'oficis: el manyà, el ferrer, el rellotger, el barber, l'ataconador, el baster, el bacallaner, el sastre, el cisteller i el forner. En aquesta època es consolida l'obrerisme, la reivindicació obrera i el moviment polític català, on es varen produir diverses vagues a la Colònia Sedó, tot i que el moviment sindical no va aparèixer obertament fins als anys 30.
Com a aspectes culturals de rellevància a l'època es destaquen els tradicionals aplecs de Santa Maria del Puig i el de Sant Salvador de les Espases. El 1907 es va instal·lar un fotomatògraf amb el nom de "La Maravilla". El 1911 es va construir l'actual Mercat Municipal. El 1913 va destacar un afer cultural que tingué gran rellevància: la celebració d'uns Jocs Florals durant la Festa Major del 1913.
L'any 1925 es va inaugurar a la Plaça de l'Església l'actual monument al portador de les aigües a la vila: Cristòfol Vidal.
L'any 1926 es va construir una nova societat cultural i recreativa, l'Ateneu, que el 1935 ja comptava amb 500 socis, tots ells gent d'esquerres i catalanistes.
El 1931 la vila va rebre la visita del President Francesc Macià, que va inaugurar l'edifici dels Col·legis Nous i també es va inaugurar l'estació de servei de la Creu. Als anys 1934 i 1935 la vila va acollir la Fira comarcal i agrícola al llarg de la carretera.
La importància de la fàbrica tèxtil de la Colònia Sedó també va incidir en l'àmbit polític en temps de la República, ja que Alfred Sedó fou nomenat Conseller de Finances de la Generalitat de Catalunya l'any 1933.
La Guerra Civil Espanyola també va tenir les seves conseqüències sobre la vila. Un fet que va marcar l'època fou l'incendi a la fi del juliol de 1936 de l'església parroquial de Santa Eulàlia, que va tenir unes conseqüències terribles amb la desaparició de l'orgue d'estil renaixentista construït al segle xvii i restaurat l'any 1933, essent considerat un dels millors de Catalunya. La guerra també va provocar la destrucció del pont de la carretera Esparreguera – Olesa, així com la del pont de la carretera de Piera.
Als anys quaranta, en Rafael Subirana va destacar per les seves tasques de recerca de peces i objectes arqueològics pel terme municipal, destacant-se, les sepultures romanes de Cordelles el 1947 i la Cova de Can Paloma.
El 1943 es va constituir l'Assemblea Local de la Creu Roja. És en aquesta època quan també es va crear l'Orfeó Gorgonçana, dirigit per Josep Borràs. El 1952 es va filmar la pel·lícula El Judes en els carrers de la vila, i el 1969 es va inaugurar el Teatre de La Passió. És durant els anys seixanta que es varen desenvolupar creixements urbanístics rellevants, com per exemple, la construcció d'edificacions a la Plana el 1964, la construcció de les conegudes com a “cases barates” el 1958, etc.
D'altra banda, està en la memòria dels vilatans la nevada tan important que tingué lloc el Nadal de 1962, nevada que provocà grans quantitats de neu acumulada. Un altre fenomen climatològic ben important fou la riuada de l'any 1971 que va patir el riu Llobregat a causa de les intenses precipitacions caigudes i que causà tantes pèrdues humanes i econòmiques al Vallès i al Baix Llobregat. L'any 1969 es va inaugurar l'escola d'El Puig, el 1967 es crea l'entitat Club Tennis Esparreguera, el 1972 es va inaugurar l'actual Zona Esportiva i la Piscina Municipal, el 1974 es van construir els pilars de l'actual carretera C-55 sobre el riu Llobregat i el 1977 es va inaugurar la nova Casa de la Vila.
D'altra banda, és a principis dels anys setanta quan la Colònia Sedó va començar a fer fallida i els treballadors es van veure afectats, perdent el seu lloc de treball. La fàbrica va tancar definitivament l'any 1981.
Amb la mort de Franco, la democràcia entrà a formar part de la vida i la política de la vila. És l'any 1980 que es va crear l'emissora de Ràdio Esparreguera i també quan es va inaugurar l'escola Pau Vila.
En els darrers vint anys, s'han anat succeint diversos creixements de la vila, amb l'aparició i ampliació de barris com Can Comelles, Can Rial, Can Vinyals, Mas d'en Gall i El Castell. D'altra banda, cal destacar alguns fets importants recents que han marcat físicament i socialment el terme municipal: l'incendi forestal del 1994 que cremà boscos i els aiguats esdevinguts el 10 de juny del 2000, generant pèrdues humanes i greus pèrdues econòmiques.
Des del punt de vista demogràfic, en els últims anys Esparreguera va experimentar un gran creixement, com la majoria de les poblacions veïnes, propiciat en gran manera per la inauguració l'any 1990 de l'autovia A2. Aquest creixement ha afavorit la creació de nous barris (Can Comelles, el Castell...) i el creixement de la resta de nuclis del municipi.

## Demografia
| Entitat de població | Habitants (2024) |
| Esparreguera        | 17.976           |
| el Mas d'en Gall    | 2.178            |
| Can Rial            | 1.968            |
| Colònia Sedó        | 377              |
| Font: Idescat       |                  |

| 1497 f | 1515 f | 1553 f | 1717  | 1787  | 1857  | 1877  | 1887  | 1900  | 1910  |
| ------ | ------ | ------ | ----- | ----- | ----- | ----- | ----- | ----- | ----- |
| 57     | 58     | 125    | 1.134 | 2.705 | 3.097 | 3.397 | 4.188 | 4.209 | 4.533 |

| 1920  | 1930  | 1940  | 1950  | 1960  | 1970  | 1981   | 1990   | 1992   | 1994   |
| ----- | ----- | ----- | ----- | ----- | ----- | ------ | ------ | ------ | ------ |
| 4.522 | 5.203 | 4.648 | 4.740 | 5.301 | 7.675 | 10.990 | 12.177 | 12.925 | 12.925 |

| 1996   | 1998   | 2000   | 2002   | 2004   | 2006   | 2008   | 2010   | 2012   | 2014   |
| ------ | ------ | ------ | ------ | ------ | ------ | ------ | ------ | ------ | ------ |
| 14.501 | 15.548 | 17.060 | 18.708 | 20.163 | 21.145 | 21.451 | 22.042 | 21.856 | 21.685 |

| 2016   | 2018   | 2020   | 2022   | 2024   | 2026 | 2028 | 2030 | 2032 | 2034 |
| ------ | ------ | ------ | ------ | ------ | ---- | ---- | ---- | ---- | ---- |
| 21.766 | 22.045 | 22.302 | 22.365 | 22.550 | -    | -    | -    | -    | -    |

Per tal d'analitzar quina ha estat l'evolució històrica de la població, cal partir des d'uns segles enrere. Des dels segles XII-XIV fins al segle xix, la població urbana es concentrava entorn l'actual carrer Gran, amb un tipus de parcel·lació gòtica consistent en parcel·les estretes i profundes. Les dades de població segons els fogatjaments del segle xiv assenyalen entre 16 i 20 focs a Esparreguera. El 1718 hi havia 1.134 habitants, augment notabilíssim que assenyala la prosperitat de la vila en l'edat moderna, de la mateixa manera que arreu del país. El 1787 hi havia 2.705 habitants i el 1860 n'hi havia 3.222.
La instal·lació de fàbriques de filats al final del segle xix li donà una prosperitat creixent, la qual cosa va atreure població d'altres contrades que s'instal·laren en colònies de treballadors. Per tant, quan aparegué la Colònia Tèxtil Sedó es va generar un fort creixement demogràfic, degut a la gran immigració que es va produir. En aquesta època s'obrí el carrer dels Arbres i el 1930 es creà el que avui coneixem com l'antiga N-II, que externalitzava el trànsit del nucli urbà d'aleshores. La vila anà creixent amb el barri Font i la construcció d'habitatges entorn de l'antiga N-II.
Cal remarcar que la població s'ha doblat d'ençà l'any 1957, quan Esparreguera va començar a formar part del creixement que s'estava iniciant a l'Àrea Metropolitana de Barcelona. Successivament i d'ençà aleshores, van anar desenvolupant-se els barris de La Plana, Can Comelles, Mas d'en Gall, Can Rial i el Castell. Durant el període de vigència del Pla General del 1983 es va produir un creixement anual mitjà de l'1,97 %, mentre que durant el període de la modificació del Pla General, aquest valor fou del 4,81 %. Per tant, el creixement poblacional anual mitjà des del 1983 ha estat del 2,9 %. L'any 1981 es va produir un alentiment del creixement poblacional (negatiu), tot i que a partir del 1985 aquesta tendència ha estat positiva fins a l'actualitat. A principi de l'any 2003 la població era de 19.695 habitants i a l'1 de gener de 2004, de 20.184. Les taxes de natalitat (13,3 ‰) i de mortalitat (5,8 ‰) són considerades baixes a nivell mundial (típiques dels països desenvolupats) (2001) i totes dues van patir un lleuger descens respecte a l'any 2000.
La població que acull Esparreguera actualment és de 22.365 habitants (2022), repartida entre el nucli urbà (allargassat en direcció S-N), els barris de la Plana, Can Rial, Mas d'en Gall, la urbanització de Can Vinyals i la Colònia Sedó. Tota la població està concentrada a la meitat sud del terme, que està delimitada per la presència del riu Llobregat, on el relleu és més suau. Així doncs, aquest riu divideix el terme en dues parts diferenciades, essent la part més septentrional més muntanyosa.
Esparreguera presenta una taxa de natalitat superior (11,8 ‰ i 10,2 ‰ respectivament) i una taxa de mortalitat inferior (6,7 ‰ i 8,8 ‰). Per tant, es pot deduir que, deixant de banda els moviments migratoris, la vila presenta un creixement natural de la població més gran que la mitjana catalana. D'altra banda, la quantitat d'habitants que ha nascut a l'estranger passà del 2,0 % el 1996 al 4,5 % el 2001, tot i que es tracta de valors inferiors a la mitjana del Baix Llobregat i de la de Catalunya (5,4 % i 6,3 %). Amb data de març de 2004 aquesta xifra arriba als 1.169 habitants (5,79 % respecte als 20.184 habitants censats el gener de 2004).

### Oscil·lacions estacionals
Esparreguera presenta oscil·lacions poblacionals estacionals, ja que compta amb alguns barris i urbanitzacions compostos per cases d'ús majoritari de segona residència, com poden ser Mas d'en Gall, Can Rial i Can Vinyals. Considerant que tots els habitatges fossin de segona residència, la població s'incrementa un 16 % a l'estiu, fonamentalment. Aquesta dada s'ha de prendre com a valor màxim orientatiu, part d'aquests habitants que hi viuen tot l'any.

### Equilibri per edat i sexe
Esparreguera presenta un equilibri entre el nombre d'homes i de dones, tot i que els homes conformen el 50,5 % de la població, situació contrària a la que es produeix al Baix Llobregat i a Catalunya. Pel que fa a la distribució d'edats, la població és madura, però no envellida. El gruix més important de la població està situada entre els 20 i els 45 anys. L'evolució per edats durant el període 1981-2001 ha estat la de l'envelliment. En concret, es va produir una disminució de la població infantil fins a l'any 1991, tendència que es va recuperar a partir del 1996, de manera que el 2001 constituïa el 16,4 % de la població. A partir de l'any 1996, es va produir un creixement de la població més important degut a l'augment de la taxa d'immigració, ja que aleshores el creixement natural era mínim. Aquesta immigració fou deguda a èxode urbana des de Barcelona per qüestions de millora de la qualitat de vida, fonamentalment. Tot i així, el creixement natural d'Esparreguera s'ha recuperat. La població està concentrada al nucli urbà i els barris del voltant. En canvi, Mas d'en Gall, Can Rial, Can Vinyals i la Colònia Sedó acullen el 25 % restant, contrastant amb la seva elevada ocupació del territori, fruit del seu creixement difós o extensiu.

## Geografia
- Llista de topònims d'Esparreguera (orografia: muntanyes, serres, collades, indrets...; hidrografia: rius, fonts...; edificis: cases, masies, esglésies, etc.).

El municipi d'Esparreguera està situat al sector septentrional de la comarca del Baix Llobregat, comprèn la major part del territori a la dreta del Llobregat, des del congost del Cairat, prop de la resclosa, pel torrent de la Salut, a tramuntana, fins a la riera de Magarola.
Limita al nord amb el Parc Natural de la Muntanya de Montserrat i de fet, la serra de Rubió forma part de l'Entorn de Protecció d'aquest espai.
El seu territori s'estén entre el congost del Cairat (riu Llobregat) i el torrent de la Salut al nord, i limita amb Olesa de Montserrat per l'est la qual la separa el riu Llobregat, amb Abrera pel sud, amb Hostalets de Pierola (Anoia) a l'oest, Monistrol de Montserrat (Bages) i Vacarisses (Vallès Occidental) al nord-est, i Collbató al nord i és propera al Massís de Montserrat pel sud i a l'oest pel riu Llobregat.
|                      | Collbató | Monistrol i Vacarisses |
| Hostalets de Pierola |          | Olesa de Montserrat    |
|                      | Abrera   |                        |

### Localització (Marc físic)
Presenta un relleu variable quant a alçades, pendents i orientacions amb el Turó de la Socarrada com a punt més elevat (518,6 metres).
El municipi d'Esparreguera es troba a una altitud d'entre els 187 metres d'altitud al nucli urbà i els 431 metres del Coll de Rubió, anomenat també del Mas Mercader.
Està situada entre dues grans unitats geomorfològiques: la Depressió de l'Ebre al nord i el Sistema Mediterrani al sud-est. Aquesta situació fa que presenti una configuració geològica especial, estant determinada per les característiques estructurals i litològiques de cada unitat. Per una altra banda, la falla del Vallès-Penedès divideix el terme municipal entre la Serra de Rubió, la qual forma part de la Serralada Prelitoral i la Depressió Prelitoral (Vallès-Penedès), on es troba la resta del terme. La cara nord de la Serra de Rubió es troba en contacte amb la Depressió Central Catalana, on es troba el Massís de Montserrat.
La Serra de Rubió està constituïda per materials pertanyents al sòcol hercinià, essent bàsicament pissarres del Paleozoic. Presenta una cobertura mesozoica, com són el conjunt de gresos i calcàries que el riu Llobregat talla al congost del Cairat. També presenta dipòsits paleògens formats per conglomerats, gresos i lutites de l'Eocè (com els que formen Montserrat). A la zona del Cairat (Llobregat) hi ha un conjunt de fins a 200 m de potència de bretxes de còdols bàsicament calcaris i dolomítics que intercalen lutites vermelles (s'atasconen cap a l'oest i desapareixen entre el Llobregat i Collbató). Els còdols que les formen són angulosos, heteromètrics i mostren textures que sovint presenten nòduls de carbonat d'origen edàfic. Aquesta unitat zona està configurada com a dipòsits de cons de dejecció o tarteres molt properes al relleu que es va formar durant l'Eocè inferior.
Cal destacar el Pla de les Bruixes i la zona del Tossal Rodó com a la continuació del Massís de Montserrat, perquè també estan formats per conglomerats. D'altra banda, la part del terme ubicada a la Depressió Prelitoral està constituïda per lutites (argiles i llims), gresos i conglomerats del Miocè, groguencs i localment, vermells. Cal destacar el geòtop de les Roques Blaves, format per l'anomenada Farina de Falla o Milonita dels Blaus. Finalment, cal assenyalar que els sediments presents al terme municipal pertanyen al Quaternari. Es caracteritzen per tenir una bona qualitat com a terres de conreu.
Les sorres i les graves han estat i són objecte d'explotació per set graveres al municipi: a la Masia de Cal Parent (Daniel Batlle Pons) a la Riera de Pierola; el Truquell (Àrids Anton, S.A.); a Can Claramunt (Àrids Anton, S.A., Canteras San Andrés S.A., Rocamora); Ca n'Estruch de la Riera (Foexca, S.A.) i el Maset (Àrids Anton, S.A.). Anys enrere també s'havien extret graves a la zona de la Font Rosada, de Can Cordelles (Marpon, S.L.) i a la Casanova (Àrids Anton, S.A).
La zona on s'ubica Esparreguera, és molt rica en fonts (com la del Guinardell, la de la Canya, la de la Noguera, etc.) i hi ha algunes balmes com la cova de Can Tobella, davant el Pla de les Bruixes (altiplà davant de Montserrat, a l'esquerra del riu) i l'avenc de Sant Salvador. Altres elevacions d'aquest sector del terme de la dreta del Llobregat són la serra d'en Vinyals (278m), paral·lela a la dels Ducs i al pla de la Vinya Vella, separat aquest del cap de municipi pel Torrent Mal. A llevant del nucli urbà, sobre el Llobregat hi ha diverses balmes d'interès geològic i sota la serra de Rubió hi ha la cova del Patracó, a la capçalera dels torrents de les Pruneres i de Can Vidal, que desguassen al Llobregat. El Torrent del Puig també hi desguassava directament, mentre que els altres, el Torrent Mal, el torrent de Fosalba, el del Sant i la riera de Pierola en són tributaris a través de la riera de Magarola.
El relleu variable i pronunciat del territori fa que s'hi desenvolupi una important xarxa de torrents i rieres. Allà on els pendents són més importants (part septentrional), aquests cursos d'aigua es presenten més encaixonats en el relleu, presenten un pendent elevat i la seva llera és molt estreta, de manera que en cas de pluges importants, drenen l'aigua ràpidament, cap al Llobregat. A la part meridional, aquesta xarxa esdevé amb menys pendent i presenta unes lleres de més amplada. A excepció del riu Llobregat, no hi ha cap curs hídric que porti aigua durant tot l'any de manera abundant. Només les rieres de Masquefa, de Pierola, de Magarola i el torrent de Can Tobella porten aigua durant tot l'any, en forma d'una capa superficial d'aigua.

## Política
El primer batlle d'Esparreguera des de que se'n té documentació va ser Salvador Vinyals, l'any 1493.
Des de les primeres eleccions democràtiques després del franquisme, el 3 d'abril de l'any 1979, i fins al 2011, l'Ajuntament d'Esparreguera ha estat dirigit per partits d'esquerres. Primerament ocupà l'alcaldia Joan Serra i Alert del PSC ininterrompudament fins al 1999. Després de les eleccions del 1999, Xavier Sitjà d'Entesa pel Progrés fou nomenat nou alcalde d'Esparreguera, després de fer un pacte de govern amb les candidatures d'Esquerra Republicana i Convergència i Unió. L'any 2003, Sitjà seguí com a alcalde després de tornar a signar un acord amb els antics socis de govern. En les eleccions de l'any 2007, Paca Fosalba del Partit dels Socialistes de Catalunya, guanyà les eleccions i fou investida primera alcaldessa d'Esparreguera. Després de les eleccions del 2011, Joan-Paül Udina (CiU) guanyà les eleccions municipals i fou investit nou alcalde, trencant així 32 anys de governs d'esquerres a Esparreguera. L'any 2015, els socialistes sota la candidatura d'Eduard Rivas Mateo van recuperar l'alcaldia i l'any 2019 van millorar resultats i revalidar el govern municipal. El 2023 van mantenir l'alcaldia, però el 2024 Rivas va deixar-la per passar al govern de Salvador Illa i Juan Jurado fou investit alcalde el setembre de 2024.
En la taula següent es veuen els vots emesos a cada partit des de l'any 1979:
| Any  | PSC   | CiU   | PP  | ICV   | ERC   | CUP   | Cs  | Altres Cand. | Total  |
| ---- | ----- | ----- | --- | ----- | ----- | ----- | --- | ------------ | ------ |
| 2019 | 3.802 | 700   | 276 | 874   | 1.489 | 1.119 | 888 | 926          | 10.070 |
| 2015 | 1.986 | 917   | 461 | 1.224 | 879   | 1.736 | 902 | 765          | 8.876  |
| 2011 | 884   | 1.597 | 960 | 1.215 | 1.066 | -     | -   | 2.427        | 8.149  |
| 2007 | 2.842 | 837   | 621 | 2.004 | 797   | -     | -   | 1.147        | 8.248  |
| 2003 | 3.113 | 807   | 792 | 2.971 | 627   | -     | -   | 842          | 9.152  |
| 1999 | 2.872 | 1.622 | 657 | 2.371 | 432   | -     | -   | 0            | 7.954  |
| 1995 | 2.971 | 1.684 | 846 | 697   | 436   | -     | -   | 608          | 7.242  |
| 1991 | 3.079 | 956   | 432 | 731   | 0     | -     | -   | 185          | 5.383  |
| 1987 | 3.352 | 950   | 532 | 0     | 590   | -     | -   | 276          | 5.700  |
| 1983 | 3.038 | 283   | 925 | 339   | 345   | -     | -   | 619          | 5.549  |
| 1979 | 1.974 | 1.088 | 0   | 854   | 600   | -     | -   | 669          | 5.185  |

### Administració
| Període     | Alcalde o alcaldessa                                 | Partit polític | Data de possessió | Observacions |
| ----------- | ---------------------------------------------------- | -------------- | ----------------- | ------------ |
| 1979–1983   | Joan Serra i Alert                                   | PSC            | 19/04/1979        | --           |
| 1983–1987   | Joan Serra i Alert                                   | PSC            | 28/05/1983        | --           |
| 1987–1991   | Joan Serra i Alert                                   | PSC            | 30/06/1987        | --           |
| 1991–1995   | Joan Serra i Alert                                   | PSC            | 15/06/1991        | --           |
| 1995–1999   | Joan Serra i Alert                                   | PSC            | 17/06/1995        | --           |
| 1999–2003   | F. Xavier Sitja Poch                                 | ICV-EUiA       | 03/07/1999        | --           |
| 2003–2007   | F. Xavier Sitja Poch                                 | ICV-EUiA       | 14/06/2003        | --           |
| 2007–2011   | Francesca Fosalba Batalla                            | PSC            | 16/06/2007        | --           |
| 2011–2015   | Joan-Paul Udina Tormo                                | CIU            | 11/06/2011        | --           |
| 2015–2019   | Eduard Rivas Mateo                                   | PSC            | 13/06/2015        | --           |
| 2019-2023   | Eduard Rivas Mateo                                   | PSC            | 15/06/2019        | --           |
| Des de 2023 | Eduard Rivas Mateo (2023-2024) / Juan Jurado (2024-) | PSC            | 17/06/2023        | --           |

## Cultura i patrimoni
Durant l'any, a Esparreguera es duen a terme un ampli ventall de festes, ja sigui als diferents nuclis o barriades o per a festejar alguna data important. A més la vila compta amb un ampli ventall d'entitats i associacions que realitzen molta activitat social i cultural.

### Fires, festes i tradicions
| Festivitat                                           | Data dins del cicle de l'any  |
| ---------------------------------------------------- | ----------------------------- |
| Cavalcada de Reis                                    | 5 de gener                    |
| Festes de Sant Antoni Abat (Tradicionals Tres Tombs) | Últim cap de setmana de gener |
| Festes de Santa Eulàlia                              | 12 febrer                     |
| Carnestoltes                                         | Febrer-març                   |
| Firapassió                                           | Finals de febrer              |
| La Passió d'Esparreguera                             | Març-abril-maig               |
| Caramelles d'Esparreguera                            | Dissabte i diumenge de glòria |
| Aplec del Puig                                       | Dilluns de Pasqua             |
| Sant Jordi                                           | 23 d'abril                    |
| Revetlla de Sant Joan                                | 23 de juny                    |
| Festa Major d'Esparreguera                           | Segon diumenge de juliol      |
| Diada Nacional de Catalunya                          | 11 de setembre                |
| Fira del Vi                                          | Mitjans d'octubre             |
| Fira de Santa Llúcia                                 | Mitjans de desembre           |
| Mostra de pessebres                                  | Finals de desembre            |

#### Cavalcada de Reis d'Esparreguera
La cavalcada de Reis d'Esparreguera és una representació centenària de l'arribada dels Reis d'Orient datada d'abans del 1910. Se celebra el 5 de gener a la vesprada. La representació consta de la rebuda dels Reis d'Orient per part de l'Alcalde amb la posterior entrega de la clau de la vila. Tot seguit es dona inici a la Cavalcada que acaba a l'Església Parroquial de Santa Eulàlia on es fa l'adoració a l'infant Jesús i posteriorment la recepció de cartes. L'Ajuntament d'Esparreguera actualment és l'organitzador de la representació, amb la col·laboració d'un centenar de voluntaris i entitats locals.

#### Festes de Sant Antoni Abat (Tradicionals Tres Tombs d'Esparreguera)
Els Tres Tombs d'Esparreguera, fa més d'un centenar d'anys que són celebrats. L'entitat que actualment gestiona la festa és l'Agrupació de Sant Antoni Abat d'Esparreguera, dels quals disposa de dues banderes, la més antiga datada del 1843. La festa antigament era possible gràcies a la col·laboració i l'esforç constants dels socis, funcionament que actualment encara es manté. Temps enrere, la majoria de la població era pagesa d'ofici i les famílies que treballaven a Can Sedó sovint tenien terres per conrear. Per això, no hi havia família que no tingués algun animal, tant per a les feines del camp com per al transport.
La festa en si, es desenvolupa al voltant de la festivitat de Sant Antoni Abat, el 17 de gener, el qual es fa una missa en el seu honor i es reparteix un panet beneït. Després els actes es traslladen a finals de mes, on hi ha la benedicció de les banderes, el ball del soci, la missa de difunts de l'Agrupació i els Tradicionals Tres Tombs.

#### La Passió d'Esparreguera
Durant deu sessions, en cap de setmana, de març fins al 3 de maig, s'hi representa La Passió, una obra de teatre popular amb molta anomenada. La Passió d'Esparreguera l'organització, la realització i els actors són gent del poble o sigui, tothom qui hi col·labora, aproximadament unes sis-centes persones, ho fan de manera amateur. El seu origen data del segle xvii. El text és del poeta Ramon Torruella i la música de Josep Borràs.

#### Caramelles d'Esparreguera
Les caramelles són unes cançons populars típiques que es canten per Pasqua per celebrar la bona nova de la resurrecció de Jesús, tot i que també tenen caràcter profà. A Esparreguera es té constància d'aquesta tradició de mitjans del segle xix. Al llarg dels anys hi ha hagut diferents grups provinents de diverses entitats com el Patronat Parroquial, el Foc Nou, de la Passió, de l'Escola de Música, de la Colònia Sedó, etc. Actualment l'únic grup que encara realitza les Caramelles és el de la secció de la Passió d'Esparreguera.
Aquesta tradició consta d'una passejada el Dissabte de Glòria pel nucli de la vila, es comença a les cinc de la tarda i es va per diferents cases on es canten un parell de caramelles. A canvi les famílies obsequien amb vi bo i alguna galeta. Tot seguit, es fa el sopar de germanor i es va a cantar a la capella lateral de l'Església Parroquial de Santa Eulàlia un cop s'ha acabat la vetlla Pasqual. L'endemà, Diumenge de Glòria, és el torn dels infants, que dalt del camió es dirigeixen en diferents punts de la vila per cantar. Des de fa uns anys, el Dilluns de Pasqua, també es canten Caramelles a l'Aplec del Puig.
A l'any 2021 en total hi ha al repertori de l'entitat una cinquantena de caramelles, la majoria compostes pel mestre Josep Borràs.

#### Festa Major d'Esparreguera
La Festa Major d'Esparreguera se celebra el segon diumenge de juliol. L'origen de la festa rau en la celebració en honor a les solemnitats de la translació de Santa Eulàlia de Barcelona, deslligant-se així del seu martirologi i celebrant les festes patronals el segon diumenge de juliol. Aquest fet quedà reforçat pel dret reial de fira franca i l’aparició d’unes santes relíquies l’any 1742 concelebrades l'endemà de la translació.
La Festa Major, al llarg dels anys ha anat incorporant actes de caràcter tradicional, on l'acte principal de cultura popular és la Cercavila, celebrada el diumenge al migdia en acabar l'ofici solemne. La cercavila és composta per les entitats i associacions de cultura popular d'Esparreguera (la Banda d'Esparreguera, la Colla de Diables d'Esparreguera, els Castellers d'Esparreguera, la Colla Bastonera del Montserratí, les Gitanes Montserratines i els Geganters d'Esparreguera) i sempre compta amb la participació d'elements, balls, entremesos i d'altres improperis vinguts d'arreu del territori. A més a més, la Festa Major inclou diferents activitats organitzades per entitats i associacions del municipi com la Llagastada (que inclou el Cerca Gallines, el Correfoc o l'Ensierru); les trobades de Gegants, ball de Gitanes o Ball de bastons i una diada Castellera. També cal esmentar la Cercavila Infantil, entre d'altres activitats organitzades per l'Ajuntament. Per acabar, cal esmentar la Barraka Alternativa, una entitat que organitza una Festa Major Alternativa amb tot de propostes, activitats i concerts al llarg dels cinc dies que duren les festes.

### Entitats culturals
- Agrupació Fotogràfica d'Esparreguera (AFE)
- Amazing Gòspel
- Amics de la Flama d'Esparreguera
- Amics de Santa Maria del Puig
- Associació Amics del Campanar d'Esparreguera
- Associació Beques Lola Lizaran
- Associació LALTRE Col·lectiu
- Associació per a la defensa del patrimoni de la Colònia Sedó i el seu entorn
- Banda de Música d'Esparreguera
- Casal Intercultural d'Esparreguera
- Castellers d'Esparreguera
- Col·lectiu Esparreguerí de Recerques (CER)
- Colla Bastonera del Montserratí
- Colla de Diables d'Esparreguera
- Coral de La Passió d'Esparreguera
- El Coverol Grup de Teatre
- Federació d'Entitats de Cultura Popular i Tradicional Catalana (FECPCTE)
- Geganters d'Esparreguera
- Gitanes Montserratines
- Moreneta Swing
- Plataforma per la Llengua del Baix Llobregat

### Efemèrides i curiositats culturals
- L'any 2005, la vila va ser declarada Capital de la Cultura Catalana

- La Biblioteca Beat Domènec Castellet va ser inaugurada l'octubre de 1937, i va tancar les portes el novembre de 2013. La Biblioteca Municipal L'Ateneu, una biblioteca pública que forma part de la Xarxa de Biblioteques Municipals[15] de la Diputació de Barcelona. L'edifici actual es va inaugurar el 5 de setembre de 2014.[16][17][18]

- Esparreguera gaudeix d'una Federació d'Entitats de Cultura Tradicional i Popular Catalana, conformada pels Castellers d'Esparreguera, que són la colla castellera local, fundada l'any 1994; La Colla Bastonera del Montserratí fundada l'any 2005; la Colla de Diables d'Esparreguera, els Geganters d'Esparreguera i les Gitanes Montserratines. La Federació té seu a l'antic Escorxador Municipal.

- Lola, mostra de teatre alternatiu i de petit format, conegut també per Festival Lola o simplement el Lola, és un festival de teatre que se celebra des de l'any 2003 a Esparreguera. Té per objectiu aplegar teatre professional de joves creadors i noves dramatúrgies. L'organització va a càrrec de la companyia Tramateatre i amb la col·laboració de l'Ajuntament d'Esparreguera, la Diputació de Barcelona i de la Generalitat de Catalunya.[19]
- Tramateatre és una companyia de teatre amateur. Va ser guardonada l'any 1999 amb el Premi Rosa Moragas i Duran, d'Arts Escèniques i Cinema.[20]

## Persones cèlebres d'Esparreguera
Esparreguera al llarg de la seva història ha vist passar persones notables, cèlebres i il·lustres que han destacat per la seva trajectòria en diversos àmbits com la cultura, l'art, la política, l’esport o la ciència. També cal destacar persones que, tot i no haver nascut a la vila, han mantingut una vinculació significativa amb Esparreguera al llarg de la seva vida o carrera. Per consultar la relació completa de noms, ordenada per any de naixement, vegeu l’article principal: Llista d'esparreguerins.
Breu selecció de persones destacades per la seva rellevància històrica, cultural, científica o artística amb Esparreguera:
- Beat Domènec Castellet (1597-1628): missioner dominic que predicà a les Filipines i va ser martiritzat al Japó.
- Pau Duran (1582-1651): bisbe de la Seu d'Urgell i destacat opositor al bandolerisme al segle XVII.

- Jaume Pascual Coromines (1736-1804), abat del Monestir de Santa Maria de Bellpuig de les Avellanes.

- Manuel Codorniu Ferreras (1780-1857), metge militar, senador per Tarragona (1841) i diputat a Corts (1854)
- Miquel Puig i Catasús (1800-1863), Industrial pioner, fundador de la Colònia Sedó i empresari amb lligams colonials.
- Antoni Castell de Pons (1819-1888), fou un tenor, advocat, polític i viti-vinicultor català
- Pere Garriga i Marill (1842-1890), sacerdot i doctor en lleis i lletres que exercí de catedràtic al Seminari Conciliar de Barcelona. Va ser autor del mètode taquigràfic que porta el seu nom.

- Pau Bertran i Bros (1853-1891): poeta i folklorista, figura rellevant del catalanisme cultural.
- Lluís Sedó i Guichard (1873-1952): empresari, mecenes i polític, president de la Cambra de Comerç de Barcelona.
- Josep Marimon i Vidal (1879-1942): fotògraf reconegut pel seu retrat de la societat del seu temps.
- Salvador Cortadellas i Baltasar (1910-2002): metge i activista humanitari, compromès amb la medicina social.
- Francesc Espriu i Puigdollers (1916-2008), pintor i activista polític català, fundador del Front Nacional de Catalunya
- Lola Lizaran i Merlos (1932-2003), actriu de teatre i televisió.
- Lluís Llongueras Batlle (1936-), perruquer i artista.
- Anna Lizaran i Merlos (1944-2013): actriu emblemàtica del teatre català contemporani.
- Jordi Lardín Cruz (1973-): exfutbolista professional, amb trajectòria destacada a l’Espanyol i la selecció espanyola.
- Jordi Morales Garcia (1987-): palista paralímpic de tennis de taula, medallista internacional.

## Llocs d'interès
La vila d'Esparreguera presenta nombrosos llocs d'interès, molts d'ells catalogats com a Patrimoni Cultural de Catalunya:

### Patrimoni religiós
- Església Parroquial de Santa Eulàlia
- Campanar d'Esparreguera
- Església de Santa Maria del Puig.
- Santa Margarida del Cairat
- Sant Salvador de les Espases

### Patrimoni arquitectònic i industrial
- Antigues restes del Castell d'Esparreguera
- Colònia Sedó.[22]
- Central Hidroelèctrica del Cairat
- Espai de la Terrissa
- Mercat municipal

- Barraques de vinya i pedra seca
- La Puda de Montserrat

- Can Comelles
- Can Pasqual
- Casa Castells
- La Vinya Vella
- Antic forn de terrissa

### Patrimoni natural
- Espai Natura Els Blaus - Les Roques Blaves. Espai inclòs en l'Espai d'Interès Natural de Montserrat i en el GeoParc de la Catalunya Central
- Montserrat-Sant Salvador de les Espases. Espai Natural Protegit per la Xarxa Natura 2000: Àrees Especials de Conservació
- Montserrat-Roques Blanques-Riu Llobregat. Espai Natural Protegit del Riu Llobregat (ZEPA). Espai Natural Protegit per la Xarxa Natura 2000: Àrees Especials de Conservació
- Zona boscosa de la Vinya Vella. Àrea d'Interès natural municipal
- Coves del Prim. Àrea d'Interès natural municipal
- Coves del Petrecó.
- Coves de les Pells
- Tossal Rodó. Àrea d'Interès natural municipal
- Turó de la Socarrada. Àrea d'Interès natural municipal
- Balma de la Riera de Masquefa. Àrea d'Interès natural municipal
- Cova del Senecó a la serra dels Gatells. Àrea d'Interès natural municipal
- Zona recreativa i natural Pla del Puig. Àrea d'Interès natural municipal
- Miradors de Montserrat
- Falla inversa del Paleozoic (jaciment paleontològic)

## Equipaments

### Equipaments culturals
- Teatret. Teatre privat de petit format amb aforament de 36 butaques.
- Teatre de la Passió d'Esparreguera. Aquest teatre privat gaudeix de dues sales, la gran amb un aforament superior a les 1.200 butaques i la Sala Petita amb un aforament de 120 butaques.
- Patronat Parroquial. Teatre privat amb un aforament d'unes 200 butaques.
- Antic Escorxador Municipal. Equipament cedit a la FEDE, la Federació d'Entitats de Cultura Popular i Tradicional Catalana per tal de realitzar la seva activitat d'assaig, entre d'altres.
- Biblioteca Municipal l'Ateneu
- Antiga Biblioteca Beat Domènec Castellet
- Arxiu Municipal d'Esparreguera
- Campanar d'Esparreguera
- Can Pasqual
- Casa dels Mestres
- Escola Municipal Les Arts
- Sala d'Exposicions Municipal
- Espai de la Terrissa

## Xarxa de comunicació i transport

### Per carretera

#### Autovia A-2
La principal via de comunicació és per carretera, per l'A2 (antiga N-II), que va de Barcelona a Madrid via Lleida i que arriba desdoblada fins al municipi, tot travessant-lo. El tram Martorell-Igualada de la N-II va ser convertit en autovia a principis dels anys 1990, seguint el curs dret del riu Llobregat. Aquesta via comunica Esparreguera amb Igualada, El Bruc, Collbató, Martorell i altres nuclis importants del Baix Llobregat, fins a Barcelona. Travessa Esparreguera d'est a oest, pel sud de la vila i compta amb tres sortides cap a la població: 
1. Sud: dona accés al sud de la vila i al polígon industrial Sud (Magarola).
2. Centre: accés a la Plana i a la carretera B-231.
3. Nord: dona accés als Polígons de Can Roca i Can Comelles i el nord de la vila.

Aquesta via és el principal eix de comunicació utilitzat. El seu estat de conservació és bo a la part sud del terme, gràcies a les reformes realitzades arran dels aiguats del 2000 (al pont sobre la riera de Magarola). El tram que va des de la sortida centre al nord presenta un paviment en mal estat i amb clots degut al pas de vehicles pesants, com camions i tràilers.

#### Carreteres comarcals
- Una altra de les vies d'accés és la C-55. Aquesta carretera travessa el terme al sud-est per la zona de Can Claramunt i al nord (d'est a oest) de forma paral·lela al riu Llobregat. Aquesta via permet la connexió Manresa-Barcelona. Tot i així, Esparreguera només disposa d'una sola incorporació a aquesta, a través del Camí Antic del Cairat.

- La C-1414 és la principal via de comunicació entre Esparreguera i Olesa de Montserrat, tot i que compta amb revolts molt pronunciats que sovint donen lloc a accidents.

#### Carreteres secundàries
- Carretera de la Colònia Sedó: aquesta carretera secundària, amb molts revolts, parteix del carrer Mestre Tomàs Cabeza i permet la comunicació amb Can Vinyals, la Colònia Sedó (habitatges i polígon industrial) i amb la C-1414.
- B-231: aquesta carretera, reformada des de fa pocs anys (paviment i eliminació de revolts), permet la connexió entre Esparreguera i Piera. D'altra banda, connecta el nucli urbà amb la Plana i Can Rial.
- Carretera de Mas d'en Gall: actualment és l'única carretera d'accés al barri, amb origen a la B-231. La seva amplada reduïda i els nombrosos revolts fa que es vulgui millorar, de cara a garantir una major seguretat als veïns. D'altra banda, el seu pendent elevat i el fet de ser l'única via d'accés fa que quan es produeixen nevades o gelades, el barri resti aïllat.

### Per ferrocarril
Esparreguera és travessada amb 3,5 km de la línia dels Ferrocarrils de la Generalitat de Barcelona-Manresa. Com que travessa la zona nord del terme municipal, per la Puda, Can Tobella i paral·lel al riu fins a l'Aeri de Monistrol, lluny de nuclis habitats, no hi ha cap estació a la vila i per tant, els ciutadans no poden gaudir d'aquest servei.
Del 2005 al 2012 va estar en funcionament el telefèric d'Olesa a Esparreguera, que unia l'estació d'Esparreguera situada al barri del Castell amb la línea S4 dels Ferrocarrils Catalans de l'estació d'Olesa de Montserrat. L'estació d'Esparreguera fou clausurada per les retallades aplicades per la Generalitat de Catalunya l'any 2012.

### Per autobús
Esparreguera disposa de diverses parades d'autobús: la de Can Comelles (Av. Francesc Macià), la de l'Ateneu (Av. Francesc Macià), la de l'Avinguda Francesc Marimon i la de la Gasolinera BP.
Aquest servei resta cobert per la companyia Hispano Igualadina S.A., que disposa d'una flota que realitza els recorreguts següents:
- Igualada-Esparreguera-Barcelona: amb un recorregut de 32 km entre Esparreguera i la capital barcelonina. Aquest autobús passa amb una freqüència mitjana de 30 minuts els dies feiners i es redueix de forma molt substancial els dissabtes i festius. Així, en el cas dels dies festius només passen 7 o 8 autobusos al llarg de la jornada. D'altra banda, es realitza un horari d'hivern (15 de setembre al 15 de juliol), el qual és més ben dotat que el de l'estiu (16 de juliol al 14 de setembre, vacances de Nadal i Setmana Santa). L'horari de servei va des de les 5:50 h a les 21:35 h els dies feiners i al pas per Esparreguera, mentre que els festius va des les 6:50h a les 18:50h, passant de forma irregular. Aquest autobús també para a Abrera, permetent la connexió amb els Ferrocarrils de la Generalitat, tot i que la parada queda lluny de l'estació de tren. Existeixen alguns busos (1 o 2 al dia) que també paren a Martorell (ja sigui al Sanatori o passant per dins del municipi). El recorregut dura aproximadament 1 hora però cobreix una gran quantiat de parades de bus a Esparreguera, Abrera, Martorell i finalment a Barcelona.
- Barcelona-Esparreguera: Bus Nocturn: aquest servei cobreix totes les nits de l'any, sortint un autobús de Barcelona cada hora des de l'1:05h a les 4:05h del matí. El seu recorregut és de més d'una hora (1h 07 min), perquè l'itinerari fa 12 parades prèviament, essent Esparreguera la fi del trajecte. D'altra banda, surten autobusos d'Esparreguera en direcció Barcelona a cada hora des de les 0:12 h a les 3:12 h. Aquest servei ha estat implantat recentment.
- Esparreguera – Bellaterra: el recorregut és d'uns 30 km aproximadament. Aquesta línia es troba molt limitada, perquè només funciona des del 15 de setembre al 22 de juny i tampoc funciona durant les vacances escolars de Nadal ni de Setmana Santa. A més, tan sols funciona de dilluns a divendres, sortint d'Esparreguera a les 7:50h i tornant de Bellaterra a les 14:10 h (un sol viatge). Per tant, aquest servei es troba molt limitat pels estudiants. Anys enrere, aquest servei realitzava un altre viatge de tarda, sortint de les 15 h i tornant a les 21 h. Però aquest servei fou suprimit al considerar, segons la mateixa companyia, que 10 o 15 usuaris habituals no eren suficients per cobrir el servei.
- Esparreguera – Martorell: aquesta línia cobreix els aproximadament 10 km que hi ha fins a Martorell, passant prèviament per Abrera. L'objectiu d'aquesta línia és comunicar Esparreguera amb els Ferrocarrils Catalans i amb la RENFE (Martorell). Tot i així, les respectives estacions queden lluny de la parada de l'autobús, excepte la de Martorell –Enllaç (FFCC). Un problema d'aquest servei és l'escassa freqüència de pas (cada 30 minuts o superior), disminuint molt més els dissabtes i els festius respectivament. Per tant, és un servei amb insuficiències importants.

Una altra companyia és la dels Transports Generals d'Olesa (T.G.O.), que cobreix l'itinerari d'Esparreguera – Olesa de Montserrat, a través de la C-1414. En aquest cas s'utilitza el mateix horari durant tot l'any, amb una freqüència de pas d'una hora (8 del matí –21h de la nit) els dies laborables, i reduint-se els dissabtes i festius respectivament, amb freqüències de pas de cada 2, 3 i 4 hores. Aquest servei pretén millorar la comunicació amb la vila d'Olesa i amb els FFCC, amb connexió ràpida amb la ciutat de Manresa.
Finalment, de forma esporàdica al llarg del dia passa algun autobús de la companyia Alsina Graells, amb destinació Andorra o alguna altra destinació llunyana.

## Economia
La població està ocupada pràcticament tota en els sectors de la indústria i dels serveis, amb un 46,08% i un 45,43%, respectivament. Tot i així, avui dia encara hi ha 200 persones que viuen de l'agricultura. En comparació amb el Baix Llobregat i Catalunya, Esparreguera presenta un major percentatge de població dedicada a activitats industrials (37,03% i 32,08% respectivament), en detriment dels serveis (54,16% i 57,73% respectivament, 1996).

### Sector primari
Esparreguera ha estat, tradicionalment i fins a mitjan segle xix, un poble de règim agrícola basat en explotacions formades al voltant de masies de tradició mil·lenària. A partir d'ençà s'ha anat expandint el procés d'industrialització començat poc abans.
Els productes agrícoles tradicionals han estat, a més de les hortalisses, conreades al regadiu vora el Llobregat ja a la fi del segle xviii, les oliveres i la vinya, com ens reporten els viatgers de l'època. Els cereals també són un conreu tradicional i ja d'antic hi havia molins fariners. En l'actualitat l'agricultura té un paper secundari en l'economia. S'hi conreen hortalisses, vinyes i fruiters i els productes agrícoles, a més d'abastar el consum local, s'exporten a Barcelona.

### Sector secundari
La industrialització s'inicia a mitjan segle xix, quan s'instal·laren importants fàbriques de filatures, la més important de les quals donaria lloc a la Colònia Sedó. La Colònia ha estat la causa de la moderna prosperitat de la població, però després de patir una important crisis va plegar el 1977. Al cap de poc temps va tancar la fàbrica de tovalloles de Muntaner i Font, i posteriorment, la Malla Color.
En l'actualitat la producció s'ha diversificat en nous sectors, com l'alimentari, els tallers mecànics, el químic, materials de construcció o ceràmiques.

### Sector terciari
Al segle xx és documentat que hi havia a la vila paraires i teixidors de llana (que estaven agrupats en gremi i els obradors dels quals eren als vessants de la Gorgonçana). Al segle següent hi ha documentats, també, terrissers, que feien càntirs de color gris i càntirs decorats. El mercat, segons Orenci Valls, se celebrava des de la fi del segle xx, per privilegi atorgat pels Reis Catòlics, que també autoritzaren la celebració d'una fira anual. El mercat setmanal tingué una gran concurrència dels pobles veïns de la part alta del Baix Llobregat i de l'Anoia fins a la inauguració, el 1882, del ferrocarril de Martorell a Igualada. Des de llavors, els pagesos de la part de ponent es dirigeixen vers aquests altres mercats.
Com a empreses de serveis predominants hi ha les de transports i comunicacions (23,54%), de serveis personals (21,47%), hostaleria (16,95%) i comerç a l'engròs (16,76%) (any 2000). Pel que fa a les empreses de comerç al detall, predominen les dels productes alimentaris (32,95%, any 2000); i de roba i calçat (21,07%).